# Pogoń Prudnik (piłka nożna)
MKS Pogoń Prudnik (pełna nazwa: Miejski Klub Sportowy Pogoń Prudnik) – polski klub piłkarski z siedzibą w Prudniku, powstały 15 września 1945, występujący w klasie okręgowej w sezonie 2024/2025. Spotkania w roli gospodarza drużyna rozgrywa na Stadionie Miejskim w Prudniku. W latach 50. XX wieku klub występował pod nazwą Włókniarz Prudnik.

## Historia

### Założenie klubu
Drużyna piłki nożnej w Prudniku, który wówczas nosił nazwę Prądnik, zawiązała się na początku sierpnia 1945 z inicjatywy Romana Kowalskiego i Michała Zycha. Następnie, w tym samym miesiącu, na terenie miasta rozwieszono afisze, które nawoływały polskich sportowców przybyłych do Prudnika po zakończeniu II wojny światowej, by zgłosili się do prywatnego mieszkania kamienicy przy ul. Piastowskiej 33 w celu założenia klubu sportowego. 15 września 1945 zwołano walne zebranie w Powiatowym Domu Kultury, na którym podjęta została uchwała zawiązująca Klub Sportowy Domu Kultury Pogoń Prądnik. Tegoż dnia Pogoń została wpisana do rejestru Klubów Sportowych Opolszczyzny pod numerem 1, co czyni ją najstarszym zarejestrowanym klubem sportowym na Śląsku Opolskim. W skład zarządu klubu weszli: prezes Tadeusz Datko, wiceprezesi Zygmunt Sobolta i Roman Kowalski, sekretarz Tadeusz Sycz, skarbnik Stanisław Lis. Kierownikiem sekcji piłki nożnej został Michał Zych. Wśród założycieli klubu znalazły się osoby, które przed II wojną światową angażowały się w prace Pogoni Lwów.
Dzień po rejestracji klubu, 16 września 1945, Pogoń rozegrała swój pierwszy mecz przeciwko reprezentacji miejscowego garnizonu Armii Czerwonej, przegrywając 0:6. Na mecz przyszło 1,5 tysiąca widzów. Po meczu żołnierze ofiarowali piłkarzom stroje sportowe. Tydzień później Pogoń zagrała drugi mecz przeciwko sowieckim żołnierzom, tym razem przegrywając 2:6.
Zespół nie posiadał własnego lokalu klubowego ani stadionu. Członkowie urzędowali najpierw w budynku przy ul. Świerczewskiego, następnie w Powiatowym Domu Kultury przy ul. Mickiewicza. Swoje boisko klub otrzymał w 1946. W tymże roku związał się z miejscowymi Zakładami Przemysłu Bawełnianego „Frotex”, przyjmując nazwę KS Śląskich Zakładów Tekstylnych Pogoń Prądnik. Na początku lipca 1946 Pogoń Prądnik rozegrała w obecności 1000 widzów mecz towarzyski z Odrą Opole. Mecz zakończył się zwycięstwem Pogoni 5:2. Swoje pierwsze mecze ligowe Pogoń rozegrała w sierpniu 1946 w ramach rozgrywek eliminacyjnych Podokręgu Związku Piłki Nożnej w Prądniku, powołanego 21 września 1946 i obejmującego zachodnią część województwa śląskiego. Doszło do pierwszych derbów Prudnika, w których Pogoń zwyciężyła kluby Sparta i Granica. Jako lider grupy, Pogoń Prądnik zakwalifikowała się do rozgrywek klasy A, prowadzonych przez Okręg Zabrze.

### Lata 40.
Jesienią 1946 nastąpiła zmiana nazwy miasta z Prądnik na Prudnik. Wraz z nią zmieniła się nazwa klubu, który od tej pory występował jako Pogoń Prudnik. W sezonie 1946/1947 w klasie A przeciwnikami Pogoni były takie klubu, jak: Zjednoczenie Prudnik, Piast Gliwice, Polonia Bytom, Szombierki Bytom, Liniarnia Bytom, Kopalnia Ludwik Mikulczyce, Zjednoczenie Zabrze, Pogoń Zabrze, Odra Opole, Lwowianka Opole oraz Cresovia Kluczbork. Na rozpoczęcie sezonu rozegrano w Pogoni „wewnętrzny mecz”: „Kawalerowie” kontra „Żonaci”. Dochód z meczu przeznaczono na odbudowę Warszawy. Pierwszy w historii Pogoni mecz mistrzowski w klasie A odbył się 22 września 1946 w Prudniku. Pogoń uległa wówczas Kopalni Ludwik Mikulczyce 2:7. Swój pierwszy punkt w historii rozgrywek Pogoń Prudnik zdobyła 20 października 1946, remisując z Pogonią Zabrze (późniejszy Górnik Zabrze). Pierwsze zwycięstwa w klasie A Pogoń zdobyła w listopadzie 1946: 1:0 przeciwko Polonii Bytom i 4:3 przeciwko Liniarni Bytom. W dniu 18 listopada 1946 Pogoń rozegrała w Nysie pierwsze w Polsce spotkanie przy sztucznym oświetleniu. Wówczas uległa drużynie Gromu Nysa 3:2. Swój pierwszy sezon Pogoń zakończyła plasując się na 8. miejscu w tabeli.
Podczas walnego zebrania 9 lutego 1947 powołano dwie nowe sekcje: hokeja na lodzie i bokserską. Pogoń Prudnik stała się wówczas klubem wielosekcyjnym. W maju 1947 Pogoń rozegrała swoje pierwsze mecze międzynarodowe przeciwko drużynom z Czechosłowacji, remisując z klubem Slavia Frývaldov (Jesionik) i wygrywając z SK Cukmantl (Zlaté Hory). Na oba mecze przyszło 7000 widzów. Jesienią 1947 Pogoń odłączyła się od ZPB „Frotex”. Zakład powołał nowy klub piłkarski pod nazwą Włókniarz Prudnik. Na początku 1948 doszło do fuzji Pogoni z Włókniarzem. Klub ponownie znalazł się pod patronatem „Frotexu” i Włókienniczych Związków Zawodowych, przyjmując nazwę Włókienniczy Związkowy Klub Sportowy Pogoń przy PZPB w Prudniku. Klub wziął udział we Włókienniczej Olimpiadzie Sportowej w Łodzi.
Sezon 1947/1948 Pogoń Prudnik zakończyła na 4. miejscu w tabeli klasy A. Odbyły się wówczas pierwsze rozgrywki z udziałem drużyny juniorów. 28 czerwca 1948 Pogoń pokonała na swoim boisku Polonię Bytom, występującą wówczas w I lidze. W lipcu 1948 Pogoń Prudnik zdobyła pierwsze miejsce na II Igrzyskach Włókniarzy w Łodzi, wygrywając 1:0 z ŁKS Łódź, 2:1 z Koroną Kraków i remisując z Widzewem Łódź i Włókniarzem Pabianice. W przerwie zimowej 1949 zgłoszono II drużynę Pogoni do rozgrywek klasy B. 10 marca 1949 doszło do połączenia dwóch prudnickich klubów: WZKS Pogoń i RKS Zjednoczenie. Klub przyjął nazwę ZS Włókniarz-Zjednoczenie Prudnik, kończąc sezon w ramach zrzeszenia jako Włókniarz Prudnik.

### Lata 50.
W ramach reorganizacji struktury organizacyjnej sportu w Polsce, na początku 1950 klub przeszedł do Zrzeszenia Sportowego, przyjmując nazwę Terenowe Koło Sportowe Włókniarz Prudnik. Jego działalność finansowała Rada Główna Zrzeszenia Sportowego „Włókniarz” w Łodzi. Część zawodników przeszła do Spójni Prudnik, która powstała w tymże roku przy Spółdzielni Spożywców „Społem”. Jako triumfator opolskiego pucharu okręgowego w 1950, Włókniarz Prudnik przystąpił do rozgrywek Pucharu Polski. Jednocześnie stał się pierwszym klubem z województwa opolskiego, który wziął udział w rozgrywkach pucharowych. Odpadł z rozgrywek w 1/32 finału, przegrywając 2:3 ze Stalą Ib Poznań na własnym boisku.
Najlepsze drużyny województwa opolskiego zostały podzielone na 8 grup, w których rywalizowały o mistrzostwo I klasy wojewódzkiej. Wiosną 1952 Włókniarz Prudnik wygrał rozgrywki w IV grupie, dzięki czemu wszedł do finałów mistrzostwa okręgu OZPN Opole. W ćwierćfinale klub zwyciężył przeciwko Unii Kędzierzyn, w półfinale pokonał Gwardię Opole, a w finale Ogniwo Nysa. Włókniarz zdobył tytuł mistrza Opolszczyzny i miał przystąpić do rozgrywek II ligi w przyszłym sezonie, jednak w związku z reorganizacją II ligi klub ostatecznie znalazł się w III lidze makroregionalnej, w której pierwszy sezon zakończył na 10. miejscu w tabeli.
W meczu towarzyskim we wrześniu 1954 Włókniarz pokonał II-ligowy klub Baník Vítkovice z Czechosłowacji 3:1. Sezon 1954 Włókniarz Prudnik zakończył na czwartym miejscu w tabeli III ligi wrocławsko-opolskiej, a sezon 1955 na dziewiątym. W kwietniu 1956 przywrócono starą nazwę klubu – Pogoń Prudnik. Największym sukcesem klubu w sezonie 1956 było zwycięstwo 2:0 w meczu przeciwko Śląskowi Wrocław, który był liderem grupy. Pogoń zakończyła sezon na 11. miejscu w tabeli.
W 1957 III liga wrocławsko-opolska została rozwiązana. Pogoń Prudnik przystąpiła do rozgrywek grupy opolskiej. W spotkaniu z Unią Racibórz, późniejszym triumfatorem ligi, Pogoń zwyciężyła 2:0. Sezon 1957 zakończyła plasując się na szóstym miejscu w tabeli, a sezon 1958 na drugim. Pogoń Prudnik była jedynym klubem z Opolszczyzny, która w rozgrywkach o puchar śląskiego i opolskiego OZPN wygrała eliminacje w swojej grupie. Odpadła w ćwierćfinale, przegrywając 2:7 w Świętochłowicach. Sezon 1959 klub zakończył na piątym miejscu w tabeli opolskiej ligi okręgowej.

### Lata 60.
Od 1960 lokalnym rywalem Pogoni był Kabewiak Prudnik, który w poprzednim sezonie wywalczył awans do ligi okręgowej. 18 maja 1960 w prudnickich derbach Pogoń pokonała Kabewiak 4:0. Mecz rewanżowy, na który przyszło 4 tysiące widzów, wygrała 3:2. Na zakończenie sezonu 1960 zajęła drugie miejsce w tabeli ligi okręgowej. W 1961 Zdzisław Głąb założył szkółkę piłkarską. Powstała drużyna trampkarzy, która zdobyła wicemistrzostwo województwa opolskiego.
Sezon 1960/1961 Pogoń zakończyła na trzecim miejscu w tabeli opolskiej ligi okręgowej. Klub zajął drugie miejsce we wszechstronnej rywalizacji międzyklubowej na Opolszczyźnie, za Odrą Opole i przed Unią Racibórz. We wrześniu, w finałach wojewódzkich Pucharu Polski, Pogoń pokonała KKS Kluczbork i awansowała na szczebel centralny. W I rundzie Pucharu Polski 1961/1962 Pogoń zwyciężyła 1:0 przeciwko Arce Gdynia, a w II rundzie przegrała 1:5 z Karkonoszami Jelenia Góra. Sezon klub zakończył na pierwszym miejscu w opolskiej lidze okręgowej i awansował do baraży o II ligę. W eliminacjach zajął ostatnie miejsce w grupie z Olimpią Poznań, Dębem Katowice i Górnikiem Thorez Wałbrzych, i nie uzyskała awansu.
Klub współorganizował zakładowe spartakiady sportowe od 1962. W sezonie 1962/1963 Pogoń ponownie zdobyła tytuł mistrza Opolszczyzny i wzięła udział w barażach. W grupie, oprócz Pogoni, znalazły się Olimpia Poznań, Górnik Wałbrzych i Górnik Mikulczyce. Na rozegrany na stadionie w Prudniku mecz z Olimpią Poznań, zakończony wygraną Pogoni 2:0, przyszło 5 tysięcy widzów. Liczbę 5 tysięcy widzów przekroczono na meczu z Górnikiem Wałbrzych. Pogoni ponownie nie udało się uzyskać awansu. Sekcja piłki nożnej Pogoni liczyła w 1964 sześć zespołów: dwie drużyny seniorów (III liga i klasa B), dwie drużyny juniorów (liga wojewódzka i klasa A) i dwie drużyny piłkarzy. W sezonie 1963/1964 klub ulokował się na trzeciej pozycji w tabeli opolskiej ligi okręgowej. W meczu towarzyskim w lipcu 1964 Pogoń pokonała niemiecki klub SC Potsdam 2:1.
10 grudnia 1964 zarząd klubu powołał komitet obchodów XX-lecia klubu. Przewodniczącym komitetu został Paweł Wojas. Obchody zorganizowano w dniach 12–26 września 1965. Odbyły się m.in. defilada na stadionie i akademia w Prudnickim Domu Kultury, podczas której wręczono klubowi sztandar ufundowany przez Radę Robotniczą „Frotexu”. Zasłużeni działacze i zawodnicy zostali uhonorowani dyplomami i nagrodami. Dla upamiętnienia pierwszego meczu w historii Pogoni (przeciwko żołnierzom Armii Czerwonej), rozegrano towarzyskie spotkanie z drużyną Znamia Truda Oriechowo z ZSRR. Sezon 1964/1965 Pogoń zakończyła na czwartym miejscu w tabeli ligi okręgowej, a sezon 1965/1966 na siódmym.
Przeprowadzono reorganizację rozgrywek, w ramach której dotychczasowa liga okręgowa zmieniła się w III ligę, a część drużyn, w tym Pogoń Prudnik, znalazły się w nowej, stanowiącej czwarty poziom lidze okręgowej. Klub zdobył mistrzostwo ligi okręgowej i awansował z powrotem do III ligi. Pod koniec 1966, w Pucharze Polski na szczeblu centralnym Pogoń pokonała w I rundzie Victorię Wałbrzych 2:0, a w II przegrała z Unią Oświęcim w rzutach karnych 3:4. W październiku 1967 Pogoń Prudnik, jako jeden z sześciu zasłużonych klubów na Opolszczyźnie, została odznaczona przez Główny Komitet Kultury Fizycznej „Medalem 100-lecia Sportu Polskiego”. Drużyna rezerwowa awansowała do klasy A. Pogoń Prudnik utrzymała się w III lidze w sezonie 1967/1968 na 11. miejscu w tabeli, wygrywając 8 meczów, remisując 10 i przegrywając 12. W sezonie 1968/1969 Pogoń przez trzy pierwsze kolejki była liderem III ligi. Ostatecznie zakończyła sezon plasując się na szóstym miejscu w tabeli. Utrzymała się w III lidze także w sezonie 1969/1970.

### Lata 70.

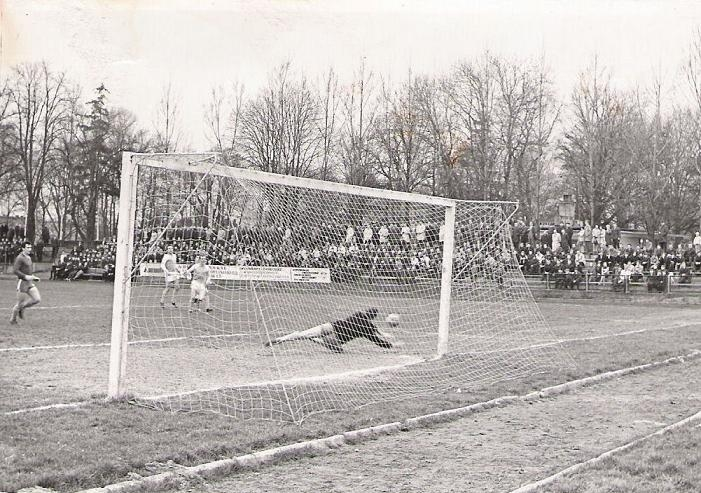
Stadion Pogoni Prudnik (ok. 1970)

W 1970 klub posiadał 116 zarejestrowanych zawodników. Po sezonie 1970/1971, w którym osłabiona kadrowo Pogoń zajęła 14. miejsce w tabeli III ligi, klub został zdegradowany do ligi okręgowej, w której następny sezon zakończyła na trzeciej pozycji w tabeli. Ponownie na trzecim miejscu znalazła się w sezonie 1972/1973. Najwyższe zwycięstwo Pogoń zdobyła w kwietniu 1973, pokonując Chemik Kędzierzyn 10:0. W tymże sezonie Pogoń miała dwie drużyny rezerwowe: Pogoń II i Pogoń III. Pokonując Stal Racibórz, Fortunę Głogówek, MZKS Nysa, KKS Kluczbork i Odrę Opole, Pogoń Prudnik ponownie została mistrzem Opolszczyzny i wzięła udział w rozgrywkach Pucharu Polski 1973/1974. Odpadła w I rundzie, przegrywając w rzutach karnych 2:4 z Urunią Ruda Śląska.
W sezonie 1973/1974 przeprowadzono reformę rozgrywek. Pogoń Prudnik znalazła się w grupie II (południowej) opolskiej klasy wojewódzkiej. Na zakończenie sezonu ulokowała się na czwartym miejscu w tabeli. Na tej samej pozycji utrzymała się w sezonie 1974/1975. W czerwcu i lipcu 1975 trwały obchody 30-lecia klubu. We wrześniu zorganizowano turniej piłkarski o puchar ufundowany przez Pogoń Prudnik, w którym, oprócz Pogoni, wzięły udział kluby Otmęt Krapkowice i czeski Slavoj Bruntál. Turniej zwyciężył klub z Bruntála. Pogoń rozegrała też mecz towarzyski z Polonią Bytom.

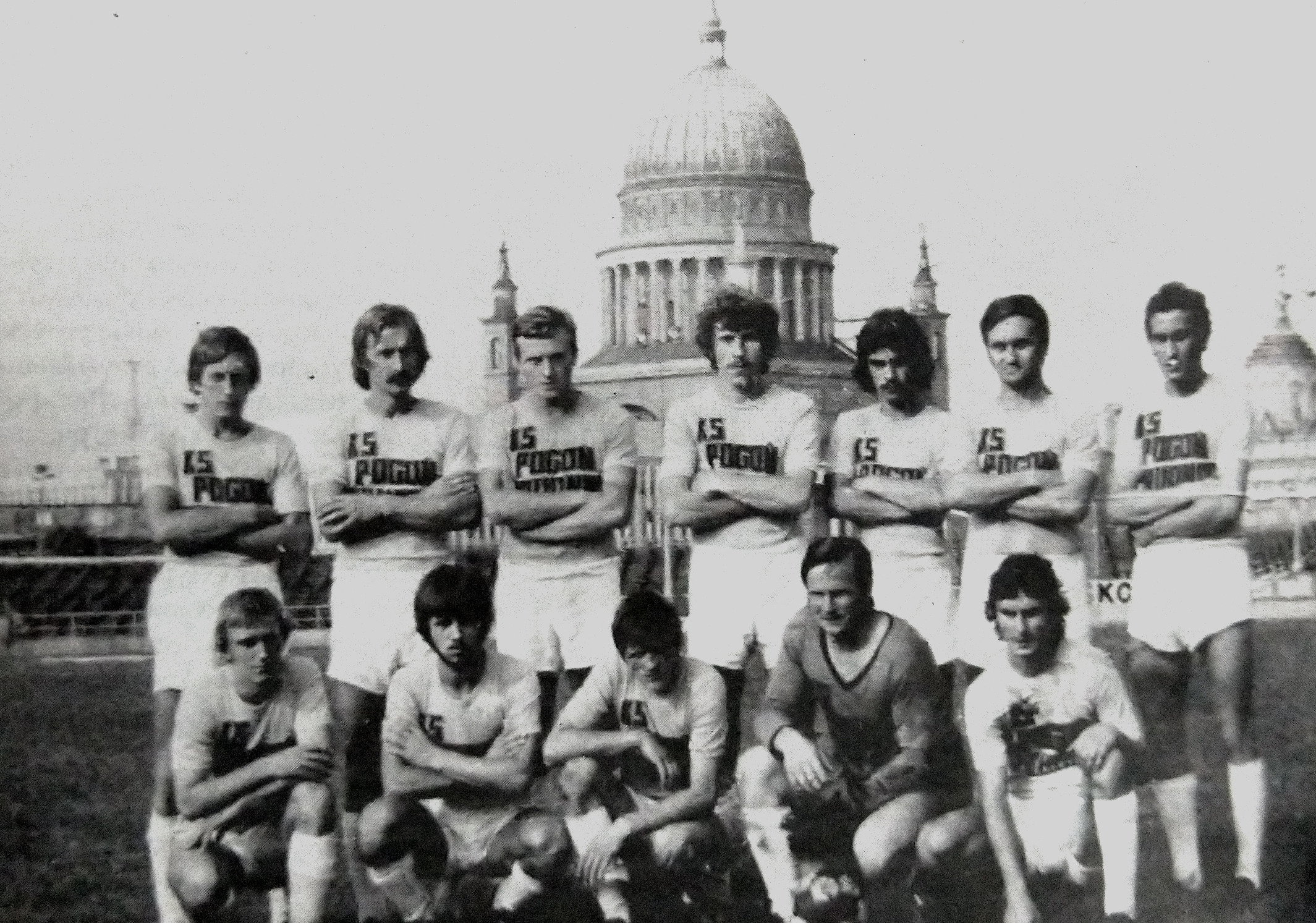
Piłkarze Pogoni Prudnik w Poczdamie w 1977 (Iwanecki, Cybulka, Buchta, Kuźmiński, Kusber, Wydera, Wołczecki, Barłożewski, Onufrejów, Czerwiński, Chełmicki, Krowicki)

Sezon 1975/1976 Pogoń zakończyła na szóstym miejscu w tabeli. Z uwagi na nowy podział administracyjny Polski przeprowadzono reformę systemu rozgrywek. Utworzona została nowa III liga centralna, a Pogoń Prudnik znalazła się w lidze okręgowej. Sezon 1976/1977 zakończyła na piątym miejscu w tabeli wśród 18 drużyn. W 1977 Pogoń wzięła udział w turnieju piłkarskim w Poczdamie w Niemieckiej Republice Demokratycznej. W sezonie 1977/1978 w 30 spotkaniach zwyciężyła 18 razy, 9 razy zremisowała i poniosła 3 porażki, zajmując pierwsze miejsce w tabeli i uzyskując awans do III ligi. Finałowy mecz rozgrywek o puchar OZPN klub przegrał z Odrą Opole. W 1978 sekcja piłki nożnej składała się z pięciu drużyn skupiających ogółem 135 zawodników. W sezonie 1978/1979 Pogoni nie udało się utrzymać w III lidze. Od sezonu 1979/1980 ponownie występowała w lidze okręgowej, zajmując drugie miejsce w tabeli.

### Lata 80.
Sekcja piłki nożnej Pogoni Prudnik zaczęła przeżywać trudności kadrowe i organizacyjne w 1980, kiedy Jan Witkowski zrezygnował z funkcji kierownika sekcji. Osoby skierowane do pracy w klubie przez kierownictwo „Frotexu” wkrótce zrezygnowały z dalszej działalności. Sezon 1980/1981 klub zakończył na siódmym miejscu w tabeli ligi okręgowej. W sezonie 1981/1982 po 9 kolejkach Pogoń Prudnik zajmowała w tabeli pozycję lidera. Ostatecznie sezon zakończyła na czwartym miejscu w tabeli. W lutym 1982 Pogoń zwyciężyła w Pucharze Zimy, pokonując Ruch Zdzieszowice i Polonię Biała.
Sezon 1982/1983 klub zakończył na czwarty miejscu w tabeli ligi okręgowej. W 1983 w finale Pucharu Zimy Pogoń przegrała z Odrą Opole 0:1. W sezonie 1983/1984 uplasowała się na dziewiątym miejscu ligowej tabeli. W 1984 po raz drugi wygrała Puchar Zimy, pokonując w finale Stal Brzeg 5:0. Sezon 1984/1985 Pogoń zakończyła na trzecim miejscu w tabeli. II zespół Pogoni Prudnik doszedł do finału Pucharu Polski na szczeblu okręgu opolskiego, pokonując m.in. III-ligowy Metal Kluczbork. Przegrał w finale z Odrą Opole 0:3. W sezonie 1985/1986 klub zajął 11. miejsce w tabeli ligi okręgowej. Obronił się przed degradacją dzięki zwycięstwu ze Skalnikiem Tarnów Opolski i remisowi ze Stalą Nysa. W dniach 14–15 września 1985 zorganizowano festyny, zabawy sportowe i występy zespołów artystycznych z okazji obchodów 40-lecia Pogoni Prudnik. W sezonie 1986/1987 Pogoń, wygrywając 6 meczów, remisując 11 i przegrywając 13, znalazła się na przedostatnim miejscu w tabeli ligi okręgowej, przez co została zdegradowana do klasy A. W lipcu 1986 drużyna juniorów reprezentowała Opolszczyznę w strefowych eliminacjach do Spartakiady. Wygrała swoją grupę, pokonując Zagłębie Sosnowiec, Victorię Częstochowa i Budowlanych Bielsko-Biała. W grupie finałowej zajęli czwarte miejsce. W 1987 Pogoń po raz trzeci wygrała Puchar Zimy, pokonując w finale Małapanew Ozimek 1:0.
Od sezonu 1987/1988 Pogoń Prudnik grała w klasie A. W pierwszym sezonie zajęła drugie miejsce w tabeli. W sezonie 1988/1989, zajmując pierwsze miejsce w tabeli, klub uzyskał awans do ligi okręgowej. Zdobyła wówczas 12 zwycięstw, 12 remisów i 2 porażki. W 1988 Pogoń wygrała turniej piłkarski w Schleusingen. W finale Pucharu Zimy w 1989 Pogoń uległa Piastowi Ujazd 0:4. W sezonie 1989/1990 w miejsce I zespołu seniorów wiosną grała drużyna złożona głównie z juniorów. Uplasowała się na 11. miejscu klasy okręgowej.

### Lata 90.
Zakłady Przemysłu Bawełnianego „Frotex” przestały być patronem klubu w 1990. II drużyna seniorów i trampkarzy zostały wycofane z rozgrywek przez względy finansowe. Liczba zawodników klubu zmniejszyła się do około 60. Sezon 1990/1991 Pogoń zakończyła na 11. miejscu w tabeli ligi okręgowej, a w sezonie 1991/1992 uplasowała się w środkowej części tabeli – na 8. miejscu. Na zakończenie sezonu 1992/1993 znalazła się na szóstym miejscu. Pomimo problemów finansowych, klubowi udało się zakończyć sezon 1993/1994 na wysokim, trzecim miejscu w tabeli, wygrywając 14 meczów, remisując 10 i przegrywając 6.
Po pierwszej rundzie sezonu 1994/1995 Pogoń Prudnik była liderem w lidze. Na zakończenie ulokowała się na drugim miejscu w tabeli. Zabrakło jej trzech punktów do awansu do klasy międzywojewódzkiej. Sekcje piłki nożnej i koszykówki stawały się coraz bardziej autonomiczne. 17 stycznia 1994 powstał jednosekcyjny klub piłki nożnej MKS Pogoń Prudnik, zarejestrowany 17 lutego tego samego roku. Szkolenie 60 zawodników odbywało się w trzech drużynach: jednej seniorów i dwóch juniorskich. Gmina Prudnik zaczęła przekazywać większe środki finansowe na klub, a także zakupiła dla niego autokar do przewozu zawodników. Burmistrz Jan Roszkowski za okazaną pomoc otrzymał tytuł honorowego prezesa klubu.
Sezon 1995/1996 Pogoń zakończyła na 13. miejscu w tabeli ligi okręgowej, broniąc się przed degradacją. W następnym sezonie zajęła ostatnie miejsce w tabeli i spadła do klasy A. W sezonie 1997/1998, zajmując przedostatnie miejsce w tabeli, Pogoń Prudnik, po raz pierwszy w historii klubu, została zdegradowana z klasy A okręgu opolskiego. W 1998 strategicznym sponsorem klubu została Grupa Kapitałowa Opolskich Fabryk Mebli S.A. w Opolu. 30 listopada 1998 zmieniono nazwę klubu na Klub Sportowy Meble-Pogoń Prudnik. Sezon 1998/1999 klub zakończył na pierwszym miejscu w tabeli klasy B, zapewniając sobie awans do klasy A.
Ze względu na reorganizację rozgrywek, w sezonie 1999/2000 cztery pierwsze drużyny w tabeli klasy A uzyskały awans do klasy okręgowej. Wśród nich znalazła się zajmująca drugie miejsce Pogoń. W tym samym sezonie kadra juniorów zdobyła tytuł mistrza II ligi i awansowała do Opolskiej I Ligi Juniorów.

### Lata 2000–2010
W sierpniu 2000 sprywatyzowane Opolskie Fabryki Mebli wycofały się ze sponsorowania I drużyny seniorów, co groziło upadłością klubu. W sezonie 2000/2001 Pogoń zajęła szóste miejsce w tabeli ligi okręgowej. Drużyna juniorów została wycofana z rozgrywek. Sezon 2001/2002 klub zakończył na szóstym miejscu w tabeli, sezon 2002/2003 na siódmym, a sezon 2003/2004 na piątym. W sezonie 2004/2005 uplasowała się na 12. miejscu w tabeli. W 2005 klub został odznaczony odznaką honorową „Zasłużony dla Miasta i Gminy Prudnik”.
Po 20 kolejkach sezonu 2005/2006 Pogoń Prudnik zajmowała trzecie miejsce w tabeli ligi okręgowej. Ostatecznie zakończyła sezon na ósmym miejscu. Wygrała i przegrała po 12 spotkań, a 6 razy zremisowała. Podczas przygotowań do sezonu 2006/2007 wygrała turniej w Czechach. Na zakończenie sezonu ulokowała się na siódmym miejscu w tabeli. Sezon 2007/2008 zakończyła na trzynastym miejscu.
Przed sezonem 2008/2009 wprowadzono reformę rozgrywek (wprowadzono ekstraklasę) i zmieniono nazwę poszczególnych klas i lig rozgrywkowych. Klub zakończył sezon na piątym miejscu w tabeli ligi okręgowej. Jesienią 2009 doszło do fuzji Pogoni Prudnik z Polonią Pogórze. W sezonie 2009/2010 Pogoń zajęła pierwsze miejsce w tabeli klasy okręgowej i uzyskała awans do IV ligi.

### Lata 2010–2020
Sezon 2010/2011 Pogoń zakończyła na szóstym miejscu w tabeli IV ligi. Do sezonu 2011/2012 klub przystąpił jako jeden z kandydatów do awansu. Zakończył go jednak na trzecim miejscu w tabeli. Do drugiego miejsca, dającego awans, zabrakło Pogoni trzech punktów. Na zakończenie sezonu 2011/2012 Pogoń ulokowała się na szóstym miejscu w tabeli.
Przez sezon 2012/2013 Pogoń Prudnik broniła się przed degradacją do ligi okręgowej. W rundzie jesiennej klub zdobył 7 punktów, doznając 12 porażek, 2 zwycięstwa i 1 remis. Jako jedyny klub IV ligi nie wywalczył żadnego punktu w meczach wyjazdowych. Na nadzwyczajnym zebraniu, wymuszonym przez starostę powiatu prudnickiego Radosława Roszkowskiego, ze stanowiska prezesa klubu odszedł Jacek Antoszczyszyn. Powołany został nowy zarząd. Prezesem klubu został Wiesław Kopterski, wiceprezesem Zenon Zaczyński, a trenerem Dariusz Przybylski. Piłkarze zakończyli rundę wiosenną z łącznym dorobkiem 33 punktów, dzięki czemu utrzymali się w IV lidze na dwunastej pozycji w tabeli.

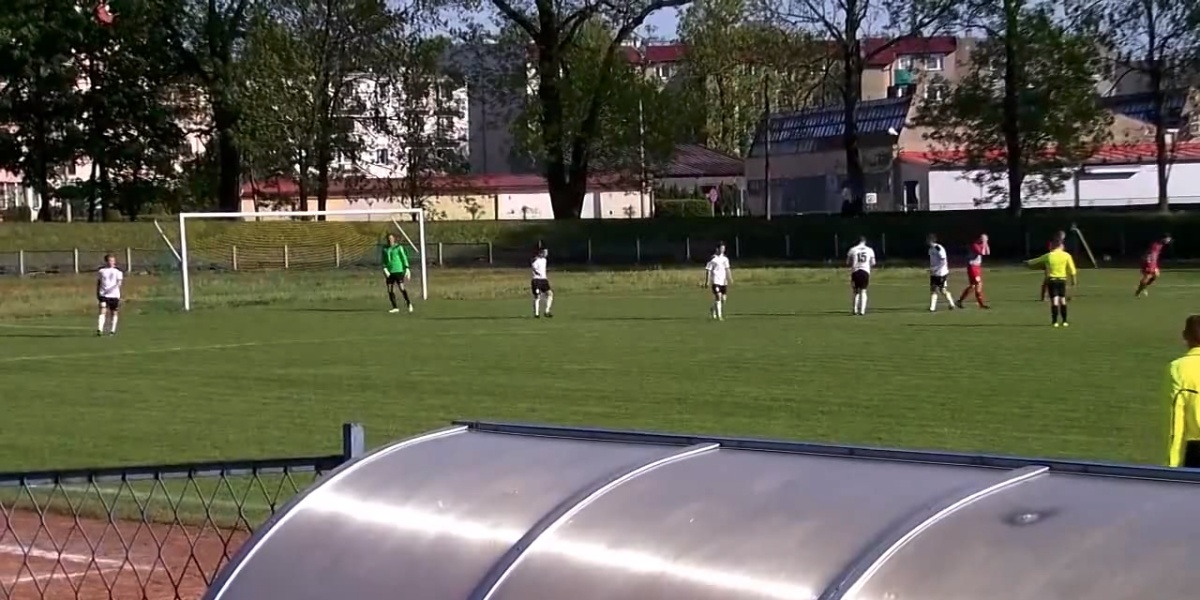
Mecz Pogoni Prudnik z LZS Racławiczki (5 maja 2018)

Sezon 2013/2014 klub zakończył na ósmym miejscu w tabeli, a sezon 2014/2015 na dziewiątym. W 2015 klub został odznaczony Odznaką Honorową Powiatu Prudnickiego. W styczniu 2016 zarząd klubu postanowił zmienić wizerunek klubu. Zrezygnowano ze strojów meczowych w historyczne białoniebieskie pasy. W ciągu roku doszło do kilkukrotnych zmian na stanowisku trenera drużyny piłkarskiej. Klub zakończył sezon 2015/2016 na dziesiątym miejscu w tabeli. Latem 2016 utworzona została kobieca sekcja klubu, występująca pod nazwą MUKS Pogoń Prudnik. Klub powstał z inicjatywy samorządu powiatu prudnickiego oraz drużyny LZS Łąka Prudnicka, a jego pierwszym trenerem został Piotr Rzehak. We wrześniu 2016 piłkarki przystąpiły do rozgrywek opolskiej grupy III ligi kobiet. Sezon 2016/2017 Pogoń zakończyła lokując się na ostatnim miejscu w tabeli ligowej, przez co została zdegradowana do klasy A. Po następnym sezonie, jako lider ligi okręgowej 2017/2018, klub wrócił do IV ligi. W sezonie 2018/2019 Pogoni Prudnik, zajmującej 14. miejsce w tabeli (na 16), udało się utrzymać w IV lidze dzięki zmienionemu regulaminowi rozgrywek. W związku z pandemią COVID-19, zarząd Opolskiego Związku Piłki Nożnej podjął decyzję o zakończeniu sezonu 2019/2020 po pierwszej kolejce rundy rewanżowej, kiedy Pogoń Prudnik zajmowała czternaste miejsce w tabeli. Zgodnie z decyzją OZPN, żadna drużyna nie spadła z IV ligi do klasy okręgowej.

### Od 2020

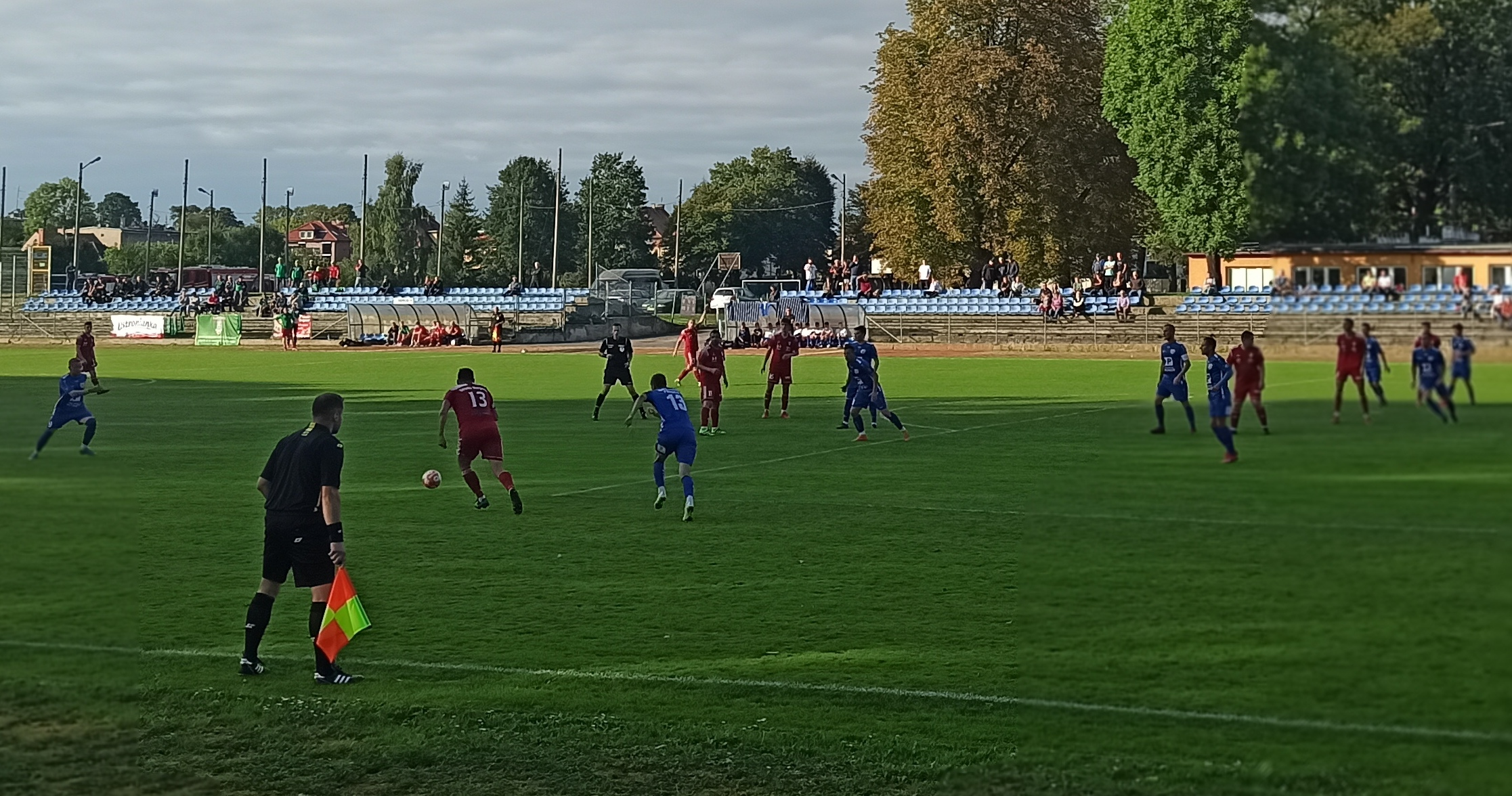
Mecz Pogoni Prudnik z Odrzanką Dziergowice (25 września 2021)

Po sezonie 2020/2021, w którym Pogoń Prudnik zajęła 17. miejsce w IV lidze, klub został zdegradowany do klasy okręgowej. Przez sezon 2021/2022 Pogoń walczyła o powrót do IV ligi. O pozostaniu klubu w klasie okręgowej przesądził przegrany mecz z LZS Walce, który dzięki wygranej z Pogonią został liderem grupy.
W sezonie 2022/2023 Pogoń Prudnik wygrała przeciwko Skalnikowi Gracze baraże o awans do IV ligi. Podczas modernizacji stadionu Pogoni Prudnik przy ul. Kolejowej 7, od października 2023 piłkarze rozgrywali mecze domowe na stadionie przy ul. Włoskiej. W sezonie 2023/2024 klub uplasował się na ostatnim miejscu w tabeli IV ligi, wygrywając 1 mecz a przegrywając 29, i ponownie został zdegradowany do ligi okręgowej. We wrześniu 2023 Pogoń ponownie zaczęła występować w strojach w białoniebieskie pasy.

## Lokaty klubu
| Sezon     | Rozgrywki ligowe | Rozgrywki ligowe                 | Rozgrywki ligowe | Puchar Polski (rozgrywki centralne) | Źródło  |
| Sezon     | Liga             | Liga                             | Miejsce          | Puchar Polski (rozgrywki centralne) | Źródło  |
| --------- | ---------------- | -------------------------------- | ---------------- | ----------------------------------- | ------- |
| 1946      | II               | Liga okręgowa (podokręg Prudnik) | 1/9              | –                                   | [ 7 ]   |
| 1946/1947 | II               | Klasa A (okr. Śląsk Opolski)     | 8/12             | –                                   | [ 10 ]  |
| 1947/1948 | II               | Klasa A (okr. Śląsk Opolski)     | 4/8              | –                                   | [ 126 ] |
| 1948/1949 | III              | Klasa A (okr. Śląsk Opolski)     | 6/8              | –                                   | [ 15 ]  |
| 1949/1950 | III              | Klasa A (okr. Śląsk Opolski)     | 3/11             | –                                   | [ 127 ] |
| 1951      | III              | 1 Klasa Wojewódzka (opolskie)    | 2/7              | 1/32 finału                         | [ 128 ] |
| 1952      | III              | 1 Klasa Wojewódzka (opolskie)    | 1/6              | –                                   | [ 129 ] |
| 1953      | III              | III liga (gr. VI)                | 10/12            | –                                   | [ 130 ] |
| 1954      | III              | III liga (gr. VI)                | 4/10             | –                                   | [ 131 ] |
| 1955      | III              | III liga (gr. VI)                | 9/14             | –                                   | [ 132 ] |
| 1956      | III              | III liga (gr. VI)                | 11/14            | –                                   | [ 23 ]  |
| 1957      | III              | III liga (gr. XIII)              | 6/12             | –                                   | [ 133 ] |
| 1958      | III              | III liga (gr. XIII)              | 2/12             | –                                   | [ 134 ] |
| 1959      | III              | Liga okręgowa (gr. XIII)         | 5/12             | –                                   | [ 135 ] |
| 1960      | III              | Liga okręgowa (gr. XIII)         | 2/12             | –                                   | [ 136 ] |
| 1960/1961 | III              | Liga okręgowa (gr. XIII)         | 3/14             | –                                   | [ 137 ] |
| 1961/1962 | III              | Liga okręgowa (gr. XIII)         | 1/14             | II runda                            | [ 138 ] |
| 1962/1963 | III              | Liga okręgowa (gr. XIII)         | 1/13             | –                                   | [ 139 ] |
| 1963/1964 | III              | Liga okręgowa (gr. XIII)         | 3/13             | –                                   | [ 140 ] |
| 1964/1965 | III              | Liga okręgowa (gr. XIII)         | 4/14             | –                                   | [ 141 ] |
| 1965/1966 | III              | Liga okręgowa (gr. XIII)         | 7/16             | II runda                            | [ 142 ] |
| 1966/1967 | IV               | Liga okręgowa (gr. XIII)         | 1/18             | –                                   | [ 143 ] |
| 1967/1968 | III              | III liga (gr. I)                 | 11/16            | –                                   | [ 40 ]  |
| 1968/1969 | III              | III liga (gr. I)                 | 6/16             | –                                   | [ 144 ] |
| 1969/1970 | III              | III liga (gr. I)                 | 12/16            | –                                   | [ 145 ] |
| 1970/1971 | III              | III liga (gr. I)                 | 14/16            | –                                   | [ 44 ]  |
| 1971/1972 | IV               | Liga okręgowa (opolska)          | 3/16             | –                                   | [ 45 ]  |
| 1972/1973 | IV               | Liga okręgowa (opolska)          | 3/16             | –                                   | [ 46 ]  |
| 1973/1974 | III              | Liga okręgowa (opolska)          | 4/13             | I runda                             | [ 49 ]  |
| 1974/1975 | III              | Liga okręgowa (opolska)          | 4/14             | –                                   | [ 146 ] |
| 1975/1976 | III              | Liga okręgowa (opolska)          | 6/14             | –                                   | [ 52 ]  |
| 1976/1977 | IV               | Liga okręgowa (opolska)          | 5/18             | –                                   | [ 54 ]  |
| 1977/1978 | IV               | Liga okręgowa (opolska)          | 1/16             | –                                   | [ 56 ]  |
| 1978/1979 | III              | III liga (gr. VI)                | 13/14            | –                                   | [ 58 ]  |
| 1979/1980 | IV               | Liga okręgowa (opolska)          | 2/16             | –                                   | [ 60 ]  |
| 1980/1981 | IV               | Liga okręgowa (opolska)          | 7/16             | –                                   | [ 62 ]  |
| 1981/1982 | IV               | Liga okręgowa (opolska)          | 4/16             | –                                   | [ 147 ] |
| 1982/1983 | IV               | Liga okręgowa (opolska)          | 4/16             | –                                   | [ 65 ]  |
| 1983/1984 | IV               | Liga okręgowa (opolska)          | 9/16             | –                                   | [ 66 ]  |
| 1984/1985 | IV               | Liga okręgowa (opolska)          | 3/16             | –                                   | [ 67 ]  |
| 1985/1986 | IV               | Liga okręgowa (opolska)          | 11/16            | –                                   | [ 69 ]  |
| 1986/1987 | IV               | Liga okręgowa (opolska)          | 15/16            | –                                   | [ 71 ]  |
| 1987/1988 | V                | Klasa A                          | 2/14             | –                                   | [ 74 ]  |
| 1988/1989 | V                | Klasa A                          | 1/14             | –                                   | [ 75 ]  |
| 1989/1990 | IV               | Liga okręgowa (opolska)          | 11/16            | –                                   | [ 77 ]  |
| 1990/1991 | IV               | Liga okręgowa (opolska)          | 11/15            | –                                   | [ 78 ]  |
| 1991/1992 | IV               | Liga okręgowa (opolska)          | 8/16             | –                                   | [ 79 ]  |
| 1992/1993 | IV               | Liga okręgowa (opolska)          | 6/18             | –                                   | [ 80 ]  |
| 1993/1994 | IV               | Liga okręgowa (opolska)          | 3/16             | –                                   | [ 81 ]  |
| 1994/1995 | IV               | Liga okręgowa (opolska)          | 2/15             | –                                   | [ 82 ]  |
| 1995/1996 | IV               | Liga okręgowa (opolska)          | 13/15            | –                                   | [ 84 ]  |
| 1996/1997 | V                | Liga okręgowa (opolska)          | 16/16            | –                                   | [ 85 ]  |
| 1997/1998 | VI               | Klasa A (gr. II)                 | 13/14            | –                                   | [ 86 ]  |
| 1998/1999 | VII              | Klasa B (Podokręg Prudnik)       | 1/13             | –                                   | [ 88 ]  |
| 1999/2000 | VI               | Klasa A (gr. II)                 | 2/13             | –                                   | [ 89 ]  |
| 2000/2001 | V                | Liga okręgowa (opolska)          | 6/16             | –                                   | [ 92 ]  |
| 2001/2002 | V                | Liga okręgowa (gr. Opole II)     | 6/16             | –                                   | [ 148 ] |
| 2002/2003 | V                | Liga wojewódzka (gr. Opole II)   | 7/15             | –                                   | [ 149 ] |
| 2003/2004 | V                | Klasa okręgowa (gr. Opole II)    | 5/16             | –                                   | [ 150 ] |
| 2004/2005 | V                | Klasa okręgowa (gr. Opole II)    | 12/16            | –                                   | [ 151 ] |
| 2005/2006 | V                | Klasa okręgowa (gr. Opole II)    | 9/16             | –                                   | [ 152 ] |
| 2006/2007 | V                | Klasa okręgowa (gr. Opole II)    | 8/16             | –                                   | [ 153 ] |
| 2007/2008 | V                | Klasa okręgowa (gr. Opole II)    | 13/16            | –                                   | [ 154 ] |
| 2008/2009 | VI               | Klasa okręgowa (gr. Opole II)    | 6/16             | –                                   | [ 155 ] |
| 2009/2010 | VI               | Klasa okręgowa (gr. Opole II)    | 1/16             | –                                   | [ 156 ] |
| 2010/2011 | V                | IV liga (gr. opolska)            | 6/16             | –                                   | [ 157 ] |
| 2011/2012 | V                | IV liga (gr. opolska)            | 6/16             | –                                   | [ 158 ] |
| 2012/2013 | V                | IV liga (gr. opolska)            | 12/16            | –                                   | [ 159 ] |
| 2013/2014 | V                | IV liga (gr. opolska)            | 8/16             | –                                   | [ 160 ] |
| 2014/2015 | V                | IV liga (gr. opolska)            | 12/18            | –                                   | [ 161 ] |
| 2015/2016 | V                | IV liga (gr. opolska)            | 10/18            | –                                   | [ 162 ] |
| 2016/2017 | V                | IV liga (gr. opolska)            | 18/18            | –                                   | [ 163 ] |
| 2017/2018 | VI               | Klasa okręgowa (gr. Opole II)    | 1/16             | –                                   | [ 164 ] |
| 2018/2019 | V                | IV liga (gr. opolska)            | 14/16            | –                                   | [ 165 ] |
| 2019/2020 | V                | IV liga (gr. opolska)            | 14/16            | –                                   | [ 166 ] |
| 2020/2021 | V                | IV liga (gr. opolska)            | 17/22            | –                                   | [ 167 ] |
| 2021/2022 | VI               | Klasa okręgowa (gr. Opole II)    | 2/18             | –                                   | [ 168 ] |
| 2022/2023 | VI               | Klasa okręgowa (gr. Opole II)    | 2/16             | –                                   | [ 169 ] |
| 2023/2024 | V                | IV liga (gr. opolska)            | 16/16            | –                                   | [ 170 ] |

## Rozgrywki międzynarodowe
Pogoń Prudnik występowała w meczach przeciwko klubom z Czech, ZSRR, Niemiec i Danii.
Dwa pierwsze mecze, które Pogoń Prudnik rozegrała w swojej historii, były przeciwko reprezentacji dywizji Armii Czerwonej, która stacjonowała w koszarach w Prudniku. Pierwszy, 16 września 1945, zakończył się przegraną Pogoni 0:6. Drugi odbył się 23 września 1945. Tym razem Pogoń przegrała 2:6. Trzecie spotkanie z Sowietami, zakończone przegraną 4:6, odbyło się w październiku 1945. Z okazji 30-lecia istnienia Pogoni, w 1975, klub rozegrał mecz z radziecką drużyną Znamia Truda Oriechowo.
W dniach 25 i 26 maja 1946 odbyły się mecze towarzyskie Pogoni z dwoma klubami z Czechosłowacji: SK Slavia Frývaldov i SK Cukmantl. Rewanże miały miejsce w sierpniu 1947 w Czechach. W lipcu i sierpniu 1973, a także w lipcu 1974, Pogoń brała udział w turniejach piłkarskich w Bruntálu. Z okazji 30-lecia istnienia Pogoni, w 1975, klub rozegrał mecz ze Slavojem Bruntál.
W 1953 Pogoń rozegrała mecz przeciwko klubowi Lokomotiv Görlitz z Niemieckiej Republiki Demokratycznej. W 1977 wzięła udział w turnieju w Poczdamie. W 1988 wygrała turniej w Schleusingen.

## Rywalizacja lokalna
Ligowe spotkania Pogoni Prudnik z innymi lokalnymi klubami określane były jako derby Prudnika. Pierwszymi zespołami, z którymi Pogoń rozegrała derby, były Sparta i Granica. W latach 60. XX wieku lokalnym rywalem Pogoni był Kabewiak Prudnik, z którym grała w okręgowej III lidze.
| Data                                        | Mecz                                 | Wynik | Źródło  |
| ------------------------------------------- | ------------------------------------ | ----- | ------- |
| 25 sierpnia 1946                            | Pogoń Prądnik – Sparta Prądnik       | 8:0   | [ 7 ]   |
| 1 września 1946                             | Pogoń Prądnik – Granica Prądnik      | 1:1   | [ 7 ]   |
| listopad 1946                               | Pogoń Prudnik – Zjednoczenie Prudnik | 2:2   | [ 8 ]   |
| 7 listopada 1946                            | Pogoń Prudnik – Zjednoczenie Prudnik | 3:0   | [ 8 ]   |
| 18 maja 1960                                | Pogoń Prudnik – Kabewiak Prudnik     | 4:0   | [ 28 ]  |
| jesień 1960                                 | Pogoń Prudnik – Kabewiak Prudnik     | 3:2   | [ 28 ]  |
| 1962                                        | Pogoń Prudnik – Kabewiak Prudnik     | 0:1   | [ 32 ]  |
| 1966                                        | Pogoń Prudnik – Kabewiak Prudnik     | 2:0   | [ 172 ] |
| 1967                                        | Pogoń Prudnik – Kabewiak Prudnik     | 4:0   | [ 172 ] |
| – wygrana Pogoni – przegrana Pogoni – remis |                                      |       |         |

Jako derby powiatu prudnickiego określane były spotkania Pogoni Prudnik z Fortuną Głogówek w sezonach 2020/2021 i 2023/2024, z Racławią Racławice Śląskie w sezonach 2008/2009, 2014/2015 i 2017/2018, a także z KS Twardawa w sezonach 2021/2022 i 2022/2023.
Drużyna piłki nożnej kobiet MUKS Pogoń Prudnik rozgrywała derby powiatu prudnickiego z Rolnikiem Biedrzychowice-Głogówek.

## Prezesi klubu
Lista prezesów klubu od założenia w 1945:
| - 1. Tadeusz Datko (1945–1946) - 2. Zygmunt Sobolta (1946–1948) - 3. Kazimierz Beim (1949) - 4. Mieczysław Dobrzaniecki (1950) - 5. Zbigniew Knuter (1951–1952) - 6. Michał Waldman (1952–1953) - 7. Emil Steiner (1953–1956) - 8. Stanisław Sikora (1956) - 9. Władysław Bachtig (1956–1958) - 10. Jan Nowicki (1958) - 11. Zbigniew Knuter (1958–1959) - 12. Jan Sobczak (1959–1961) - 13. Aleksander Orłowski (1961–1963) - 14. Jerzy Radzikowski (1963–1964) - 15. Jakub Hołyński (1964–1968) | - 16. Stanisław Gierczycki (1968–1971) - 17. Maciej Dutkiewicz (1971–1990) - 18. Wiesława Włodowska (1990–1993) - 19. Edward Cybulka (1994–1995) - 20. Roman Jurkowski (1995–1996) - 21. Renat Fefcio (1996–1997) - 22. Henryk Nowaczek (1997–1998) - 23. Janusz Tomaszewski (1998–2000) - 24. Jarosław Kajca (2000–2007) - 25. Marek Wojciechowski (2007–2010) - 26. Jacek Antoszczyszyn (2010–2013) - 27. Wiesław Kopterski (2013–2016) - 28. Grzegorz Pawlak (2016–2023) - 29. Waldemar Bedryj (od 2023) |

Prezesi honorowi
- Zygmunt Sobolta
- Stanisław Gierczycki
- Bolesław Pohl
- Jan Roszkowski
- Janusz Tomaszewski
- Radosław Roszkowski[112]

## Trenerzy klubu
Lista trenerów klubu od założenia w 1945:
| - Hubert Jabłonka (1945–1948) - Michał Matyas (przełom 1948/1949) - Adam Niemiec (1948) - Władysław Lemiszko (1948) - / Langer (1949–1951) - Antoni Dufrat - Adam Wapiennik (II. połowa lat 50.) - Karol Dziwisz (1957) - Adam Lang - Marian Skawiński - Włodzimierz Łysyk (początek lat 60.) - Kazimierz Gałecki (1963) - Andrzej Rogowski - Jan Janecko - Mieczysław Matczak - Olgierd Łotarewicz - Eugeniusz Wydera - Edward Cybulka | - Józef Zwierzyna - Janusz Iwanecki - Edward Migoń - Dariusz Trojak - Gagatek - Sebastian Muzyka - Stefan Borski - Waldemar Sierakowski - Dariusz Przybylski (2013–2016) - Janusz Semerga (2016) - Robert Latosik (2016) - Sebastian Muzyka (2016–2017) - Waldemar Sierakowski (2017–2019) - Paweł Walaszczyk (2019–2020) - Łukasz Kabaszyn (2020–2023) - Łukasz Wicher (2023) - Marcin Wicher (od 2023) |

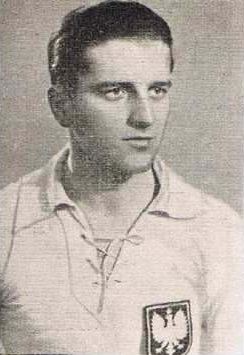
Michał Matyas – reprezentant Polski, trener Pogoni Prudnik na przełomie 1948/1949

## Historyczne nazwy klubu
- 1945–1946: Klub Sportowy Domu Kultury Pogoń Prądnik[1]
- 1946: Klub Sportowy Śląskich Zakładów Tekstylnych Pogoń Prądnik[5]
- 1946–1948: Sportowy Śląskich Zakładów Tekstylnych Pogoń Prudnik[8]
- 1948–1949: Włókienniczy Związkowy Klub Sportowy Pogoń przy PZPB w Prudniku[12]
- 1949–1950: ZS Włókniarz-Zjednoczenie Prudnik[14]
- 1950–1956: Terenowe Koło Sportowe Włókniarz Prudnik[16]
- 1956–1994: Klub Sportowy Pogoń Prudnik[23]
- 1994–1998: Miejski Klub Sportowy Pogoń Prudnik[83]
- 1998–2000: Klub Sportowy Meble-Pogoń Prudnik[87]
- od 2000: Miejski Klub Sportowy Pogoń Prudnik[91]

## Stadion

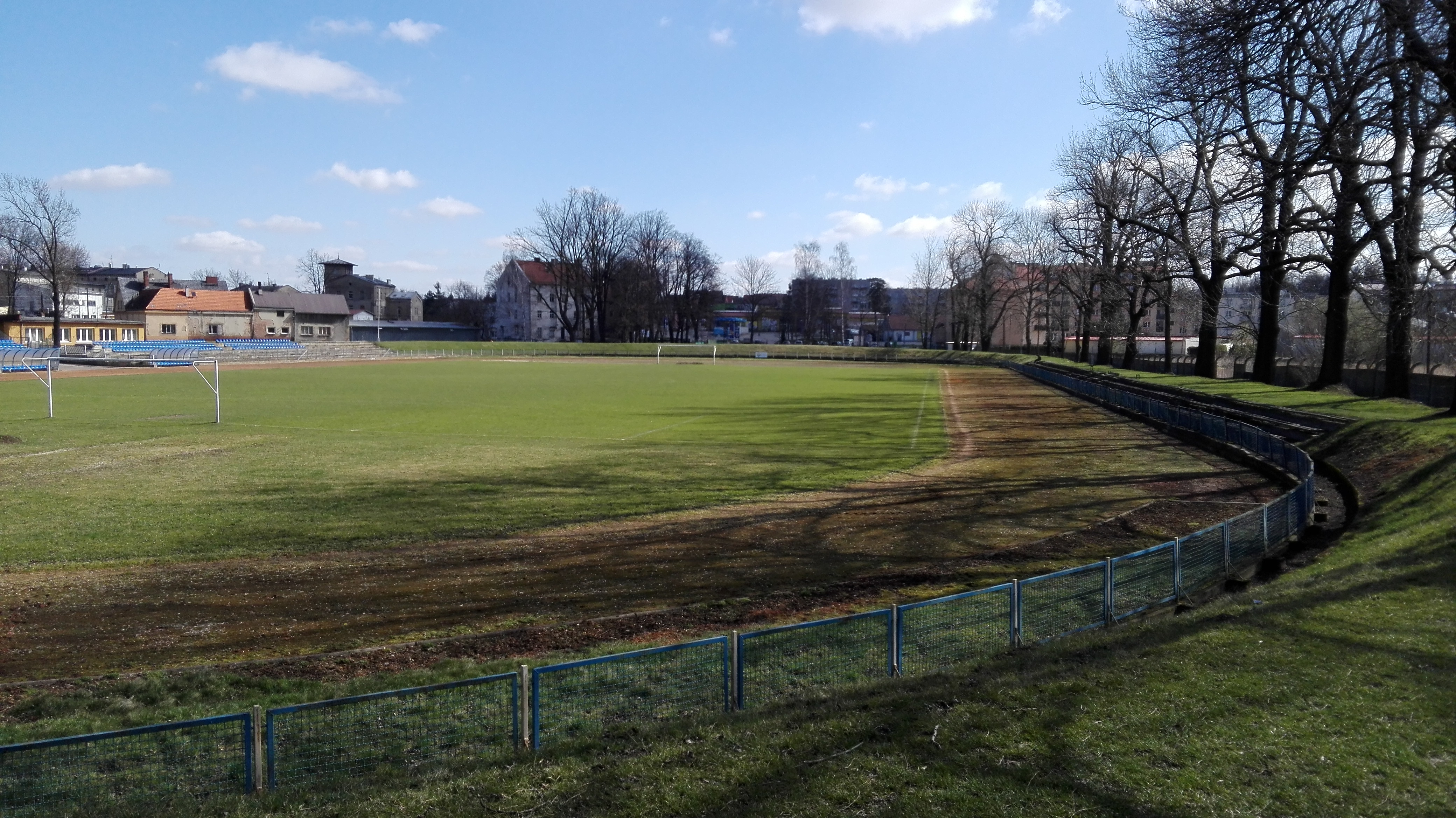
Stadion Miejski w Prudniku

Pogoń domowe mecze rozgrywa na Stadionie Miejskim przy ul. Kolejowej 7 w Prudniku. Dane techniczne obiektu:
- pojemność: 2200 miejsc
- oświetlenie: brak
- wymiary boiska: 105 × 62 m

## Piłkarze

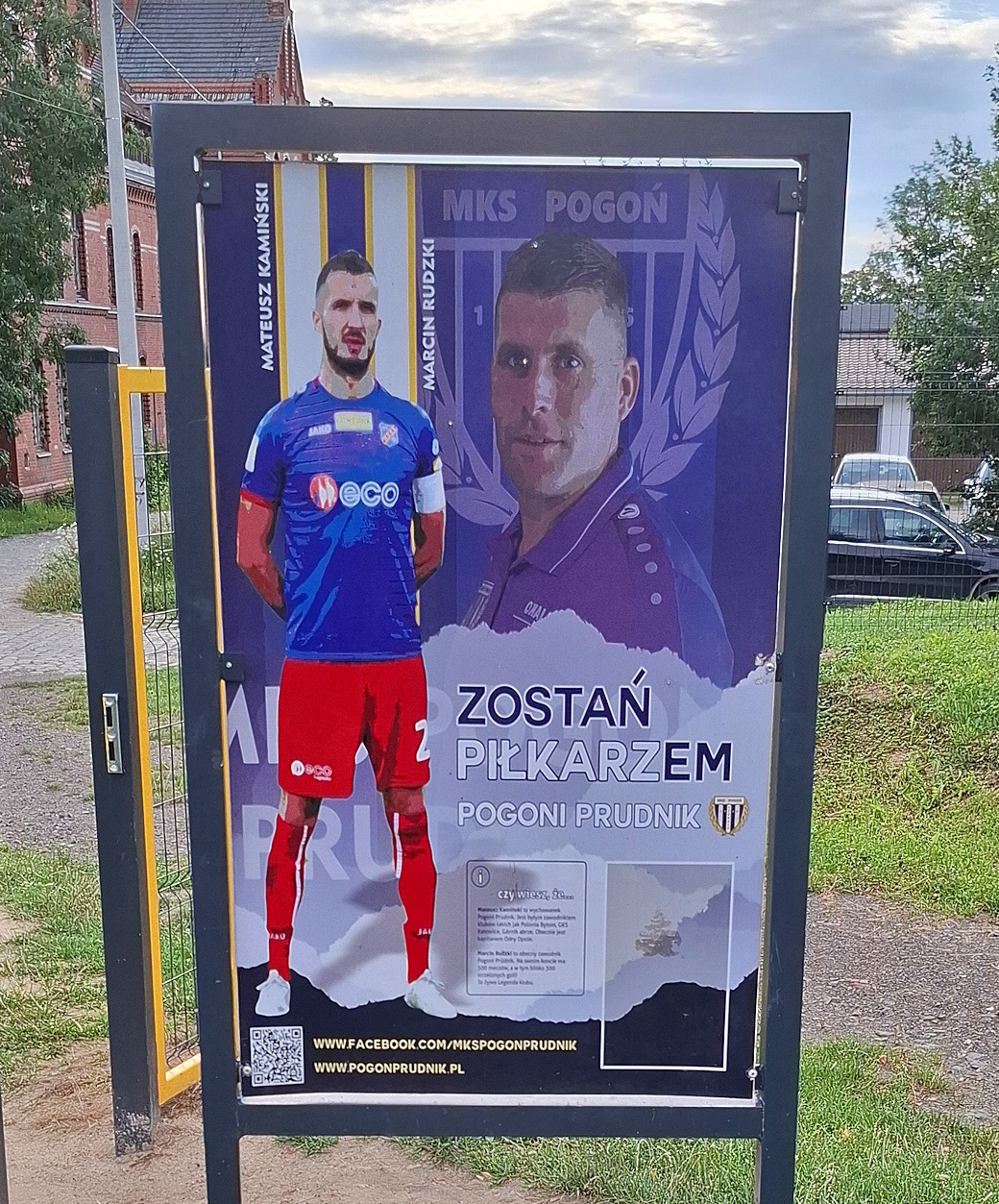
Reklama przedstawiająca dwóch piłkarzy klubu – Mateusza Kamińskiego i Marcina Rudzkiego

Skład według stanu na sezon 2020/2021
| Nr | Poz. | Piłkarz                           |
| -- | ---- | --------------------------------- |
| 1  | BR   | Tomasz Roskosz                    |
| 2  | OB   | Krzysztof Piskosz                 |
| 3  | PO   | Patryk Petrykanin                 |
| 4  | PO   | Valdemir Cariolano Ribeiro Junior |
| 5  | PO   | Jakub Milewski                    |
| 6  | PO   | Damian Leśniowski                 |
| 7  | PO   | Grzegorz Stencel                  |
| 8  | PO   | Patryk Surma                      |
| 9  | NA   | Piotr Leszczyński                 |
| 10 | NA   | Marcin Rudzki                     |
| 11 | PO   | Marek Bajorek                     |
| 12 | BR   | Adrian Czuliński                  |

| Nr | Poz. | Piłkarz               |
| -- | ---- | --------------------- |
| 12 | BR   | Szymon Stanek         |
| 13 | OB   | Karol Wanżewicz       |
| 14 | OB   | Łukasz Strząbała      |
| 15 | NA   | Arthur Gradin         |
| 16 | NA   | Bartłomiej Dawidowicz |
| 17 | OB   | Kacper Serafin        |
| 18 | NA   | Przemysław Rudolf     |
| ?  | OB   | Jakub Florczak        |
| ?  | PO   | Jakub Gajek           |
| ?  | PO   | Szymon Reiwer         |
| ?  | PO   | Ibrahim Mohamed Abdi  |

### Piłkarze klubu w reprezentacji Polski
- Helmut Foreiter
- Engelbert Jarek
- Henryk Majer
- Andrzej Rogowski
- Henryk Szymborski

### Obcokrajowcy
- Witalij Kudryk  (2015–2016)[209]
- Wadym Mohiłecki  (2015–2016)[210]
- Mademba Djibril Cisse  (2018–2019)[211][212]
- Arthur Gradin / (od 2019)[213]
- Guilherme Cordeiro Albino da Silva  (od 2019–2020)[214]
- Son Guk-Hyun  (od 2019–2020)[215]
- Pedro Gabriel Motta Rodrigues  (2020)
- Hada Kang  (2020)
- Valdemir Cariolano Ribeiro Junior  (od 2020)
- Ibrahim Mohamed Abdi  (od 2020)[216]
- David Ivanecky  (2021)[217][218]
- Adam Izvorsky  (2021)[218]
- Hernâni Martins  (2021)[218]
- Márcio Andrade Fernandes  (2021)[218]
- Bernardo Miranda Dias  (2021)[218]
- Andriy Serdiukov  (2021–2023)[219]

## Barwy i herb
Pierwowzorem herbu Pogoni Prudnik jest herb Pogoni Lwów. Jego tarcza jest siedmiodzielna w słup o barwach pól niebieskiej i białej na przemian. W środkowym polu pionowym napis Prudnik. Głowica herbu biała, a w niej napis Pogoń.
Herb jest częściowo zmodyfikowany w stosunku do tego, od którego pochodzi. W środku tarczy lwowskiego klubu widoczna jest Pogoń, której w herbie Pogoni Prudnik brak. Czerwony kolor pól zastąpiony został kolorem białym. W latach 60. i 70. XX wieku używano wersji, która była bardziej podobna do herbu Pogoni Lwów. Zarówno Pogoń, jak i Prudnik były wtedy umieszczone w głowicy.
Barwy klubu również wywodzą się w części od barw Pogoni Lwów. Ta zaś odziedziczyła swoje po Klubie Gimnastyczno-Sportowym IV Gimnazjum we Lwowie, który miał barwy czerwono-niebieskie oraz po Lechii Lwów o barwach biało-czerwonych.
Pogoń Prudnik utrzymuje relacje z innymi klubami, które odwołują się do tradycji Pogoni Lwów. Klubem zaprzyjaźnionym z Pogonią Prudnik jest Polonia Bytom. W czerwcu 2023 podpisano formalną umowę o współpracy pomiędzy Pogonią Prudnik i Odrą Opole.

## Hymn klubowy
Hymnem klubu jest piosenka „Pogoń Prudnik” metalowego zespołu Maszyna. Autorami jej tekstu są Czesław Stefański i Radosław Roszkowski.
| Hymn Pogoni Prudnik Jest takie miasto na pograniczu Jest takie miasto niegdyś włókiennicze Prastary Gród Woka a w nim ekipa, gdzie wiara w zwycięstwo nigdy nie zanika Mowa o „Pogoni” naszej ukochanej Mowa o potędze nigdy nie zachwianej! Kolejowa siedem, jesteśmy tu zawsze Kolejowa siedem to jest nasz bastion! Triumfu zwiastun dumnie tu noszony Szal w niebieskie pasy to nasze kolory; Nieba błękit w górze nie zmącony Biel to honor nigdy nie splamiony Waleczności totem To nasz znak natchniony Naprzód, naprzód prudnicka drużyno! Walcząc zwyciężasz jesteś mą jedyną! Naprzód, naprzód prudnicko Pogoni! Żar bieli z błękitem w sercach naszych płonie! Naprzód, naprzód prudnicka drużyno! Biel, sarmacki błękit w naszych żyłach płoną! Siedmiodzielna tarcza laur wieńca cię chroni ku pamięci orląt Pogoni. Wawrzyn wieńca wiedzie do zwycięstwa Tradycji siła to przysięga męstwa Praojcowie nasi tutaj cię tworzyli a myśmy synowie nic nie zatracili Zakończenie wojny, rodzi się nam pokój! Wielu tak myślało: wychodzimy z mroku! Dziadowie ze Wschodu wszystko tu zaczęli Teraz kresowiacy są solą tej Ziemi Pamiętajmy (zawsze), skąd tutaj przybyli Pamiętajmy (zawsze), co tam utracili! Honor oraz godność dla nas najważniejsze Hańba i zaprzaństwo innych to oręże Żyjemy na Śląsku i kochamy Polskę! A to nasza duma, że korzenie lwowskie Jeden! dziewięć! cztery! pięć! Pogoń, Pogoń, MKS! Jeden! dziewięć! cztery! pięć! Pogoń, Pogoń, MKS! |